# Metz
Metz (pronuncia francese /mɛs/ o /mɛːs/, pronuncia tedesca e lorenese /mɛts/) è un comune di 118 634 abitanti sito nel nord-est della Francia. Si trova nella regione del Grand Est ed è il capoluogo del dipartimento della Mosella. La città sorge alla confluenza della Mosella con il fiume Seille e dista 55 km dal confine con il Lussemburgo.
Metz costituisce inoltre il principale centro urbano dell'ex regione della Lorena, di cui è stata capoluogo fino alla sua soppressione nel 2015.
Città antichissima, i cui primi insediamenti stabili vengono fatti risalire alla tarda età del bronzo, nel III secolo a.C., nota col nome di Divodurum Mediomatricorum, divenne la capitale della popolazione gallica dei Mediomatrici, per poi essere occupata dai Romani, sotto cui visse un periodo di grande prosperità. Nel corso del Medioevo Metz godette di ampia considerazione ed indipendenza, venendo scelta dai Merovingi come capitale del regno d'Austrasia, ed in seguito fu capitale della Lotaringia. Divenuta città libera dell'Impero alla fine del XII secolo e repubblica indipendente nel XIII secolo, la sua indipendenza terminò quando fu annessa alla Francia nel XVI secolo. Tra la seconda metà del XIX secolo e la prima metà del XX secolo la città fu a lungo contesa tra Francia e Germania, che la possedettero alternativamente per 75 anni, fino a quando al termine della seconda guerra mondiale la città tornò definitivamente sotto il controllo francese.

## Geografia fisica

### Territorio

#### Orografia
Metz è dominata dal Monte San Quintino, culminante a 358 metri di altezza. Il centro storico della città si trova tra la valle della Mosella e quella della Seille e si caratterizza per la presenza di butte. Infine, la zona est della città si trova in una zona più elevata, in corrispondenza del plateau lorenese.

#### Idrografia

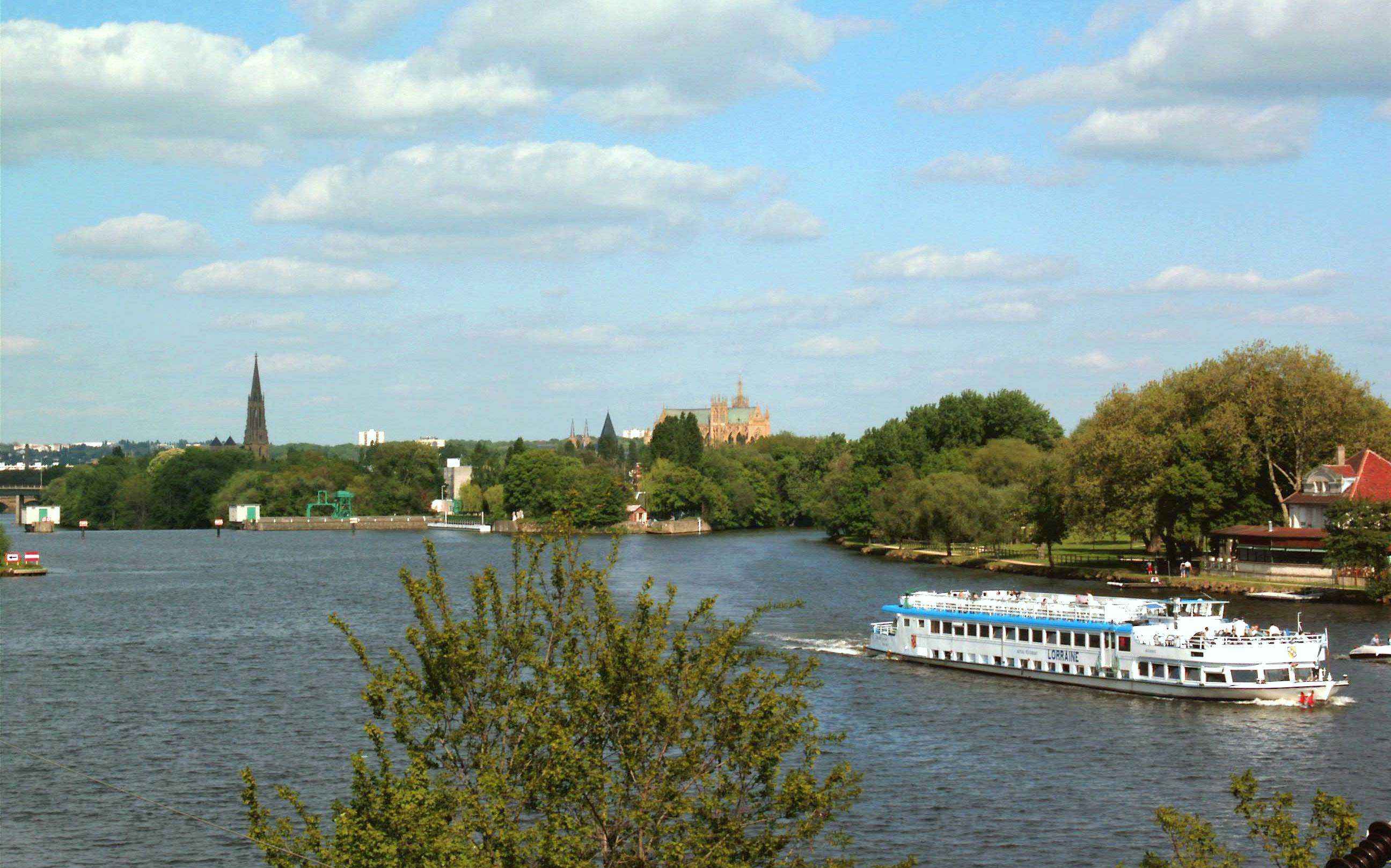
Un braccio della Mosella visto dal ponte di Verdun, a Longeville-lès-Metz: sullo sfondo si vede l'isola di Saulcy e, a destra, l'isola Saint-Symphorien.

Metz è situata nella valle della Mosella, e più nello specifico alla confluenza tra la Mosella, proveniente da sud-ovest, e la Seille, che attraversa la porta dei Tedeschi ad est, provenendo dalla regione del Saulnois. A partire dagli anni '50 la Mosella è stata sottoposta a lavori di canalizzazione per permetterne la navigazione tra Francia, Lussemburgo e Germania.
La città comprende anche alcune piccole isole fluviali sparse per i vari bracci della Mosella: l'isola Petit-Saulcy, l'isola Grand-Saulcy (nota anche come isola Saulcy) e l'isola Chambière. Queste isole sono collegate tra di loro attraverso vari ponti. Le rive della Mosella sono parte integrante del patrimonio storico della città e sono dotate di numerose banchine.
Metz è inoltre attraversata da vari ruscelli o fiumi di piccole dimensioni, quali il Vallières, il ruscello Saint-Pierre a Magny, o ancora il ruscello della Cheneau, per lo più sotterraneo e che collega il lago Ariane nella zona della Grange-aux-Bois alla Seille nella zona di Plantières.

### Clima
| Metz                | Mesi | Mesi | Mesi | Mesi | Mesi | Mesi | Mesi | Mesi | Mesi | Mesi | Mesi | Mesi | Stagioni | Stagioni | Stagioni | Stagioni | Anno  |
| Metz                | Gen  | Feb  | Mar  | Apr  | Mag  | Giu  | Lug  | Ago  | Set  | Ott  | Nov  | Dic  | Inv      | Pri      | Est      | Aut      | Anno  |
| ------------------- | ---- | ---- | ---- | ---- | ---- | ---- | ---- | ---- | ---- | ---- | ---- | ---- | -------- | -------- | -------- | -------- | ----- |
| T. max. media (°C)  | 5,4  | 7,1  | 11,6 | 16,0 | 20,0 | 23,6 | 25,8 | 25,5 | 20,9 | 15,4 | 9,4  | 6,0  | 6,2      | 15,9     | 25,0     | 15,2     | 15,6  |
| T. min. media (°C)  | 0    | 0,1  | 2,4  | 4,9  | 9,0  | 12,3 | 14,4 | 14,0 | 10,4 | 7,2  | 3,6  | 1,0  | 0,4      | 5,4      | 13,6     | 7,1      | 6,6   |
| Precipitazioni (mm) | 61,9 | 56,0 | 51,1 | 45,1 | 56,9 | 56,1 | 59,8 | 59,3 | 61,5 | 64,8 | 64,5 | 76,5 | 194,4    | 153,1    | 175,2    | 190,8    | 713,5 |

## Origini del nome
Il toponimo Metz ha radici antiche, che si ricollegano al primo nome della città, Divodurum Mediomatricorum.
Il termine Divodurum è di origine gallica, e fu coniato dalla popolazione gallica dei Mediomatrici per indicare il loro principale oppidum. La parola divo significa sacro, mentre duro significa foro. Inizialmente la città era nota solo con il nome di Divodurum, furono poi i Romani ad aggiungere l'etnonimo Mediomatricorum per indicare la popolazione gallica a cui la città apparteneva, come attestato anche dalla Tavola Peutingeriana del II-III secolo.
A partire dal IV secolo la città fu conosciuta solo come Civitas Mediomatricorum secondo un processo comune verificatosi anche in altre città della Gallia nel periodo del tardo impero romano (per cui ad esempio Lutetia Parisiorum, abitata dai Galli Parisii, divenne semplicemente Parisia Civitas, da cui deriva l'odierno Parigi).
Nei secoli seguenti il nome Mediomatrici andò incontro a varie modifiche ed evoluzioni, che, tramite un fenomeno di coalescenza, portarono alla comparsa della parola Mettis nel 511, Metas nell'VIII secolo, Methis nel 1086 e le forme Mes, Mets e Metz fra il XIII e il XV secolo. La forma Metz divenne quella definitiva a partire dal XVII secolo.

## Storia

### Origini

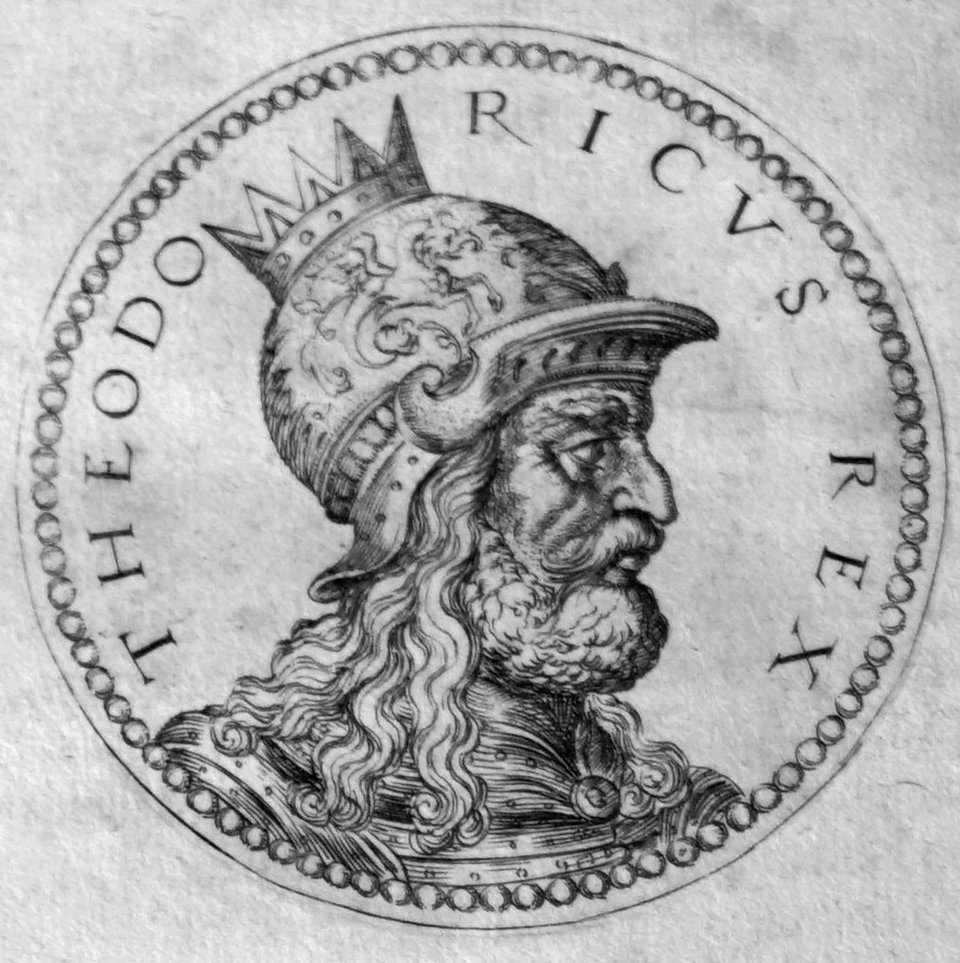
Teodorico

In tempi antichi Metz, allora conosciuta con il nome di Divodurum (la città dal "monte sacro"), era la capitale dei Mediomatrici, tribù celtica il cui nome, contratto in Mettis, è alle origini dell'attuale nome della città. Agli inizi dell'era cristiana, il sito era già occupato dai Romani. Metz divenne una delle città principali della Gallia, più popolata di Lutetia, ricca per merito delle sue esportazioni di vino e con uno dei più vasti anfiteatri della regione. All'incrocio di numerose strade militari, ed essendo anche una città molto ben fortificata, divenne presto di notevole importanza. Una tra le ultime roccaforti romane fu conquistata da Attila nel 451, e infine passò, verso la fine del V secolo e attraverso pacifiche negoziazioni, nelle mani dei Franchi. Teodorico d'Austrasia la scelse come residenza nel 511; il successivo regno della regina Brunilde donò grande splendore alla città.
Sebbene le prime chiese cristiane siano state trovate all'esterno della città, l'esistenza all'interno delle mura dell'oratorio di Santo Stefano è provata fin dal V secolo. All'inizio del VII secolo, i più vecchi edifici monastici erano quelli di Santa Glossinde e San Pietro. Sotto i Carolingi, la città conservò la benevolenza dei dominatori, i cui troni di famiglia non erano lontani; Carlo il Calvo venne incoronato nella Basilica, e qui Ludovico il Pio e suo figlio Drogone sono sepolti.
Nell'843 Metz divenne la capitale del Ducato di Lorena, e vi si tennero svariati concili e adunanze politiche. Numerosi manoscritti cristiani, prodotto delle scuole di scrittura e pittura di Metz (ad esempio il famoso manoscritto "Trier Ada" e il Messale di Drogone, ad uso personale di un vescovo della casa reale) sono prove di vita intellettualmente attive e di un mecenatismo sontuoso nella Metz carolingia.
Nell'870 la città divenne parte del Regno Franco d'Oriente e appartenne, tra il 911 e il 925, alla Francia, come parte della Lorena. La crescente difficoltà dei vescovi nella città aumentò ancora quando Adalberto I (928-62) ottenne parte dei privilegi spettanti ai conti; fino al XII secolo, quindi, la storia della città è in pratica identica alla storia dei suoi Vescovi. Nel 1039 fu costruito un edificio che prese il posto della vecchia chiesa di Santo Stefano.

### L'indipendenza comunale

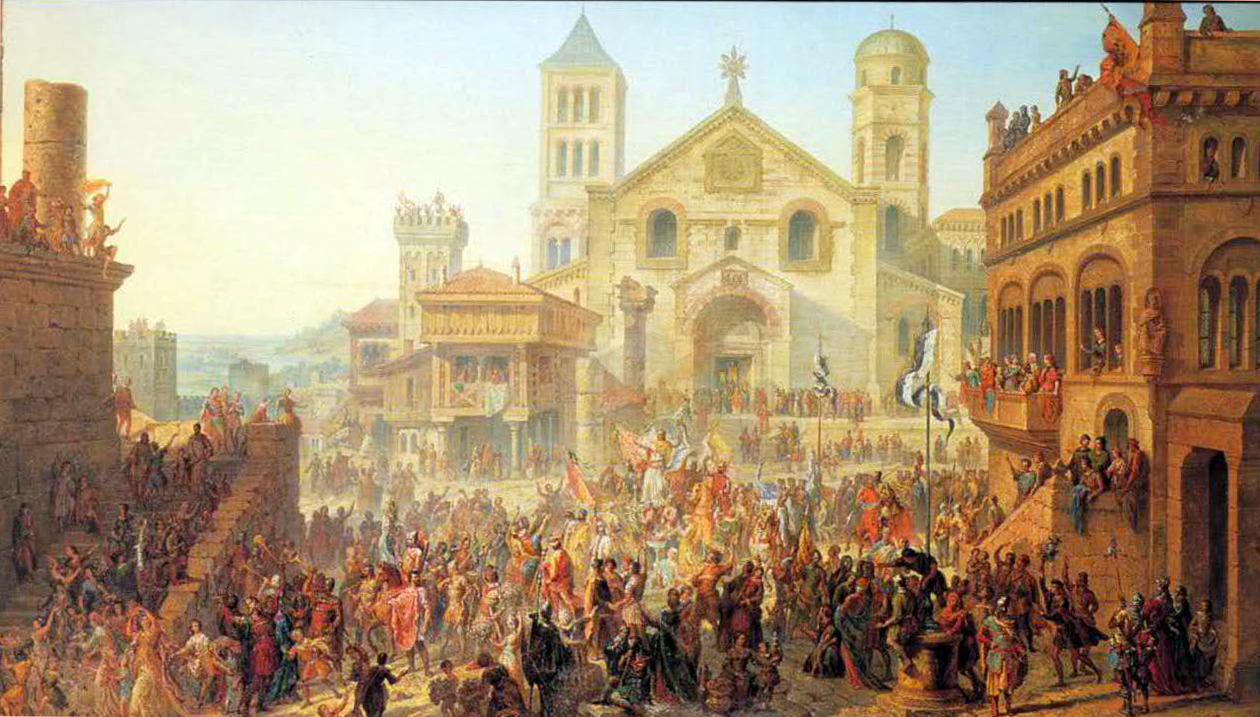
Elezione nel 1055 di Almobert, primo Scabino di Metz

Nel XII secolo cominciarono gli sforzi dei cittadini per liberarsi dalla dominazione dei vescovi. Nel 1180 per la prima volta i cittadini si riunirono in una stretta corporazione, e nel 1207 i Tredecem iurati vennero nominati rappresentanti della municipalità, anche se erano ancora investiti direttamente dal vescovo. Il prelato aveva anche un'influenza di potenziale controllo nella selezione dell'ufficiale che presiedeva il comitato dei consiglieri, apparso per la prima volta nel secolo XI. I 25 rappresentanti inviati dai vari municipi mantenevano una posizione indipendente: nelle materie giuridiche essi aiutavano i Tredecem iurati e formavano l'elemento democratico del sistema di governo. Le altre autorità municipali venivano scelte dall'aristocrazia della città, ad esempio dalle cinque associazioni i cui membri erano scelti da famiglie ricche per proteggere gli interessi dei loro congiunti. L'altro corpo di rappresentanti, definiti una comune, apparve già dal 1297 ed era composto dal doppio dei membri che avevano i precedenti cinque "parlamenti". Facendo causa comune, le unioni delle famiglie più vecchie della città e la comune trovarono vantaggioso accrescere gradualmente i poteri della città in opposizione a quelli dei vescovi, e anche mantenere il controllo del governo della municipalità completamente nelle loro mani e al di fuori di quelle dei crescenti consorzi: in questo modo fino al XVI secolo Metz rimase una organizzazione puramente aristocratica. Nel 1300 questi gruppi si guadagnarono il diritto di essere eletti a capo consigliere comunale, durante il XIV secolo ottennero il diritto di eleggere i Tredecem iurati, mentre dal 1383 poterono coniare monete. La città dovette spesso lottare per difendere la propria libertà; nel periodo 1324-27 contro i Duchi del Lussemburgo e Lorena, come anche contro l'arcivescovo di Treviri; nel 1363 e 1365 contro la banda di mercenari inglesi comandati da Arnoldo di Cervola, nel XV secolo contro la Francia e i duchi di Borgogna, che cercarono di annettere Metz ai loro territori o quantomeno di esercitarvi un protettorato. I consorzi, che durante il XIV secolo avevano raggiunto una grande indipendenza, vennero completamente soppressi (1383): nel (1405) l'ultimo tentativo degli artigiani di impossessarsi, con la rivolta, del governo della città fu soffocato nel sangue.

### L'annessione alla Francia

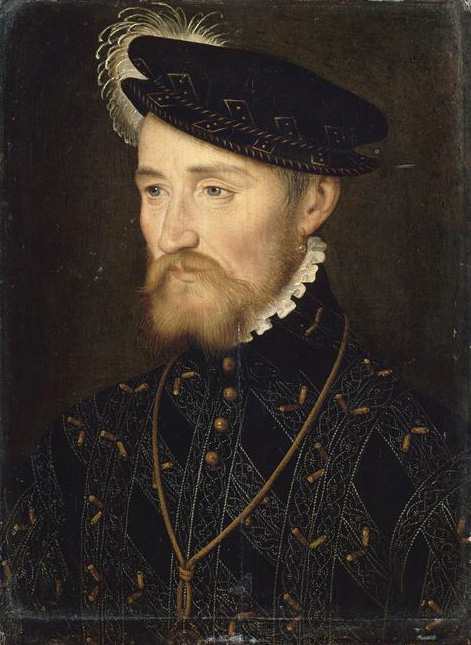
Francesco I di Guisa, governatore di Metz

Nonostante mantenesse la propria indipendenza, anche se ad alto costo, e rimanesse, almeno esteriormente, parte dell'Impero tedesco, i cui governanti si preoccupavano comunque abbastanza poco di questa importante roccaforte di frontiera. Carlo IV nel 1354 e nel 1356 tenne svariate diete nella città, durante l'ultima delle quali venne promulgato il famoso statuto conosciuto come Bulla Aurea. La città sentiva comunque di occupare una posizione quasi di indipendenza tra la Francia e la Germania, e voleva più che altro cercare di evadere dagli obblighi di tasse a favore dell'Impero e la possibilità di partecipare alle diete. L'allontanamento tra Metz e gli stati germanici divenne sempre più evidente, e si giunse a una situazione per cui, durante le rivolte religiose e politiche del 1552 Metz si venne a trovare nel mezzo della guerra tra Carlo V e i principi insorti della Lega di Smalcalda. Con un accordo dei principi tedeschi, Maurizio di Sassonia, Filippo I d'Assia, Giovanni Alberto I di Meclemburgo-Schwerin e Giorgio Federico di Brandeburgo, con Enrico II di Francia, ratificato dal re francese a Chambord (15 gennaio), Metz venne ufficialmente trasferita alla Francia, le porte della città vennero aperte tre mesi dopo, ed Enrico prese possesso della città come vicarius sacri imperii et urbis protector. Francesco I di Guisa, comandante della guarnigione, restaurò le vecchie fortificazioni e ne aggiunse di nuove, riuscendo con successo a resistere agli attacchi dell'imperatore da ottobre a dicembre 1552; Metz rimase così francese. Il riconoscimento dell'Impero della resa di Metz alla Francia arrivò alla conclusione della pace di Vestfalia.

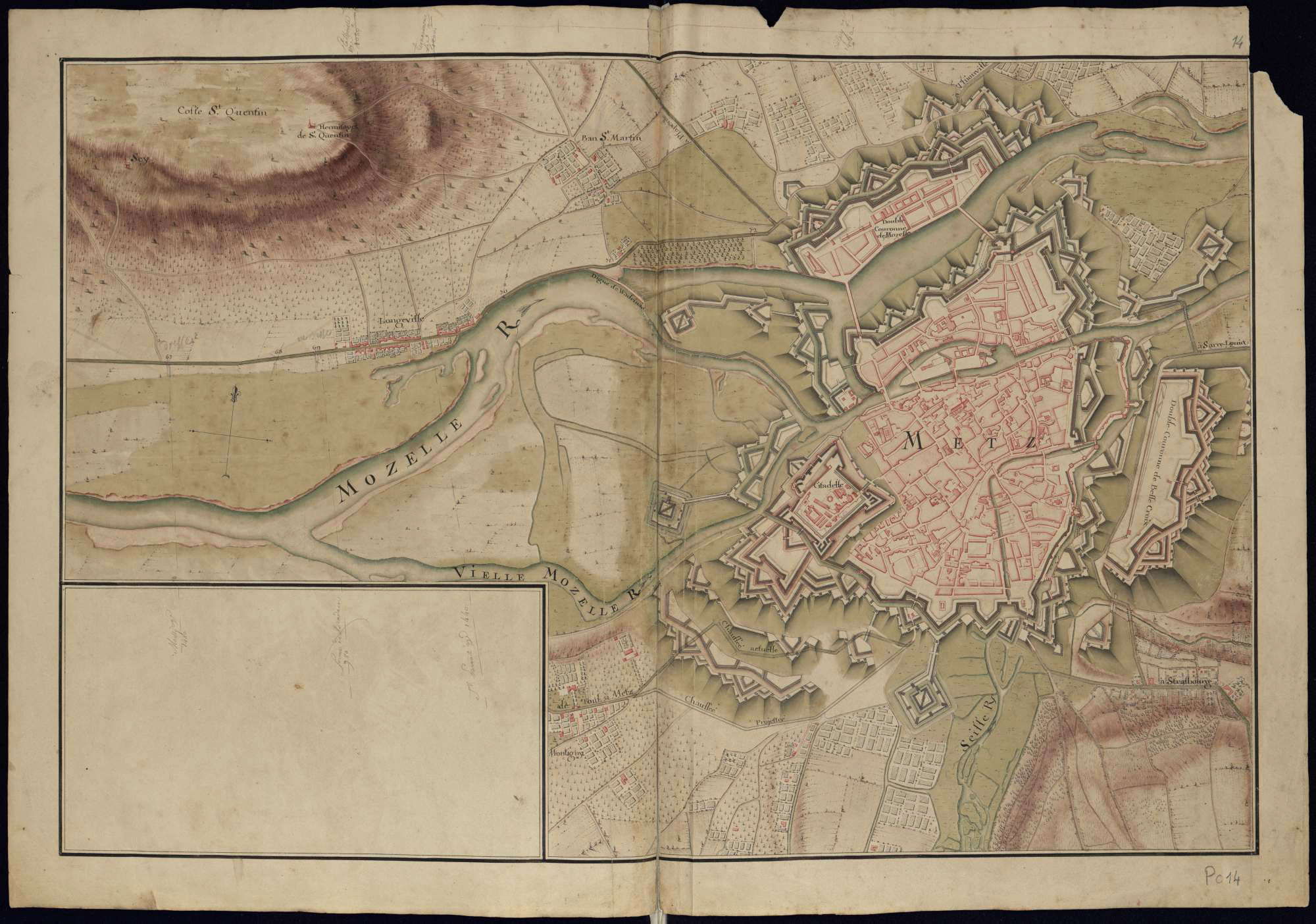
Carta topografica di Metz e dintorni nell'Atlante di Trudaine (XVIII secolo)

Con la costruzione della cittadella (1555-62) il nuovo governo si difese dai cittadini, scontenti dello svolgersi degli eventi. Presto avvennero importanti modifiche interne. Al posto del precedente governo, c'era l'autorità del re di Francia, il cui rappresentante era il governatore. Il capo consigliere comunale, adesso scelto dal governatore, venne sostituito (1640) da un Maggiore reale. Gli stessi consiglieri erano scelti dal governo nel totale dei residenti; nel 1633 la giurisdizione passò al Parlamento. I poteri dei Tredecem jurati furono ridotti, fino alla totale abolizione nel 1634, e sostituiti dal gastaldo reale. Tra le città della Lorena, Metz ebbe una posizione preminente durante il possesso francese per due ragioni. In primo luogo, divenne una tra le più importanti fortezze grazie al lavoro di Vauban (1674) e Cormontaigne (1730), secondariamente divenne la capitale del potere temporale delle tre diocesi di Metz, Toul e Verdun, che la Francia aveva confiscato (1552) e, dopo la pace di Vestfalia, conservato. Nel 1633 fu creata per questa "provincia dei tre vescovi" (anche detta "Généralité des trois évêchés" o "intendenza di Metz") una suprema corte di giustizia e d'amministrazione, il Parlamento di Metz.
Nel 1681 la Camera Reale, il cui dovere era di decidere quale feudo appartenesse alle tre diocesi che Luigi XIV reclamava per la Francia, venne aggiunta a questo Parlamento, che durò, attraversando anche un temporaneo scioglimento (1771-75), fino all'accomodamento finale dell'Assemblea Nazionale nel 1789, a cui seguì la divisione del territorio in dipartimenti e distretti. Metz divenne, in quell'occasione, capitale del dipartimento della Mosella, creato nel 1790. La rivoluzione portò grande scompiglio nella città per la cui posizione di confine, accomodando agevoli aiuti esteri, offrì rifugio a molti emigrati controrivoluzionari. Nelle campagne del 1814 e 1815 gli eserciti alleati assediarono due volte la città, senza riuscire a prenderla.

### La conquista tedesca

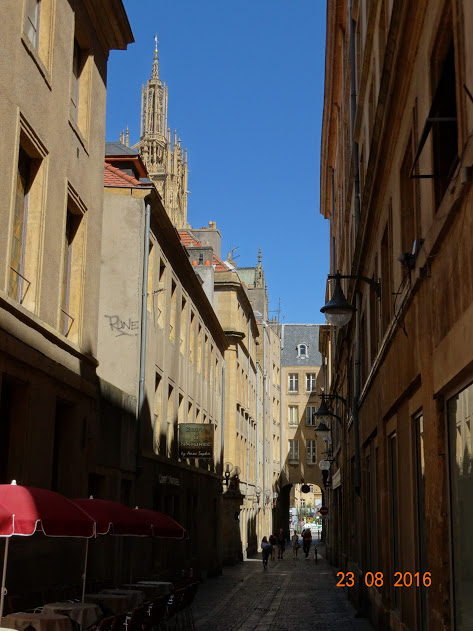
Metz vista stradale

Durante la guerra franco-prussiana del 1870-71 Metz fu la sede dei corpi della terza armata francese al comando di Bazaine. Egli stesso, dopo le battaglie di Colombey, Mars-la-Tour e Gravelotte, fu assediato nella città (assedio di Metz). L'esercito tedesco era comandato dal principe Federico Carlo di Prussia: dal momento che le sortite della guarnigione furono incapaci di rompere le linee tedesche, Metz fu costretta alla capitolazione il 27 ottobre. Circa 6000 ufficiali francesi e 170000 uomini furono fatti prigionieri.
Con il Trattato di Francoforte, nel 1871, Metz divenne città tedesca e furono costruiti una guarnigione più importante e una fortezza più sicura. Nonostante la partenza di molti abitanti che si trasferirono in Francia per evitare di vivere sotto il dominio tedesco, Metz si espanse e si trasformò durante il periodo di appartenenza all’Impero tedesco. Le fortificazioni a sud e a est vennero abbattute nel 1898, assicurando spazio per la crescita e lo sviluppo. Ci sono comunque ancora in città grandi edifici neo-romanici tipici dell'impero tedesco.

### Le due guerre
In seguito all'armistizio con la Germania che concluse la prima guerra mondiale, l'esercito francese entrò a Metz nel novembre 1918 con grande felicità della popolazione, che era sempre rimasta legata alla Francia, e la città fu resa alla Francia con il Trattato di Versailles nel 1919.
Metz venne nuovamente annessa alla Germania tra il 1940 e il 1944 durante la seconda guerra mondiale, per esser poi liberata nel novembre 1944 dagli eserciti francese e americano.
Al giorno d'oggi, l'importanza militare della città è molto diminuita, ed è stata diversificata la base economica. L'espansione è comunque proseguita nei decenni recenti nonostante la crisi economica che ha colpito il resto della Lorena.

## Monumenti e luoghi d'interesse

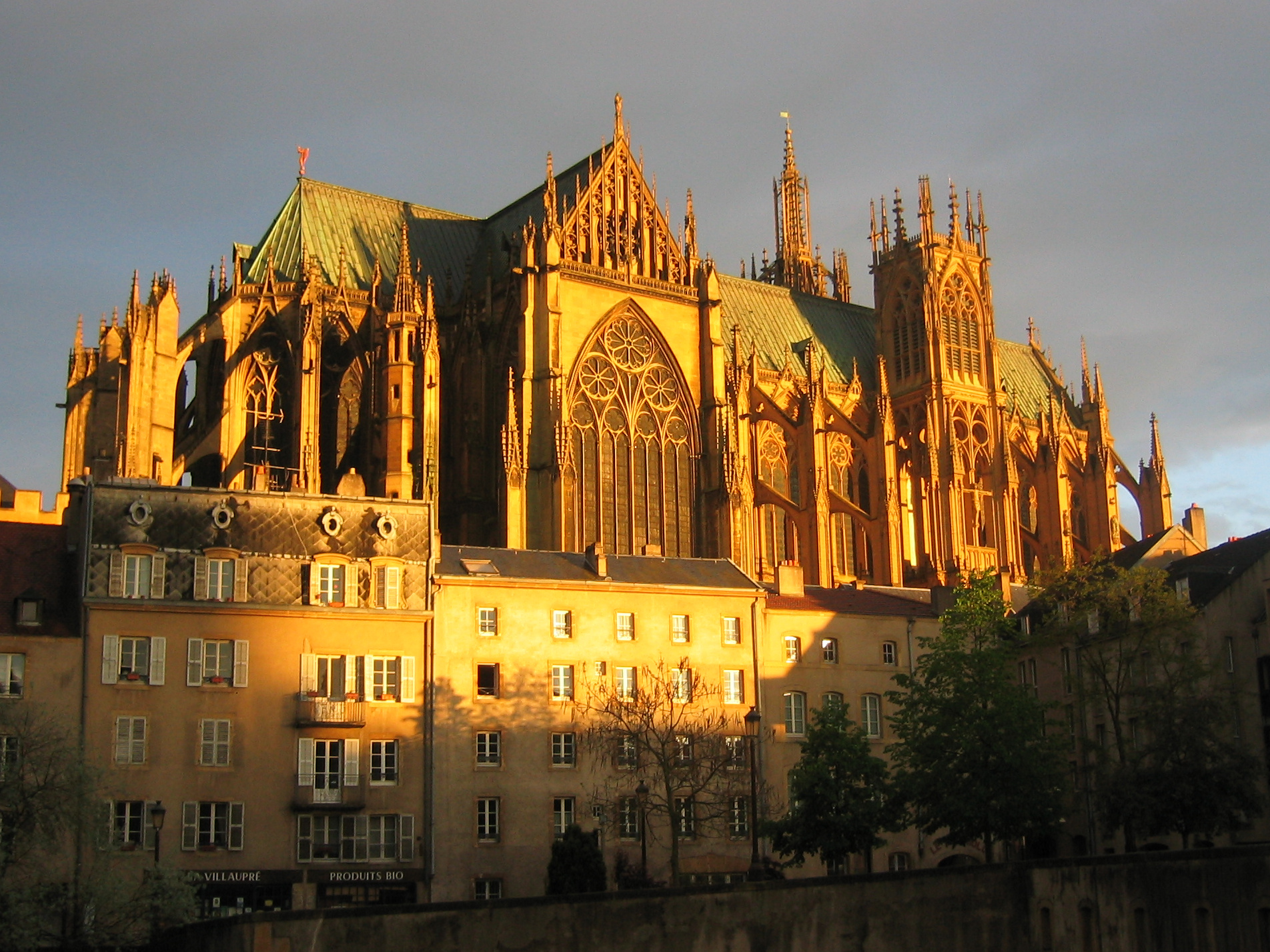
Cattedrale di Santo Stefano

- Cattedrale di Santo Stefano: è una delle più belle e grandi cattedrali gotiche d'Europa. Venne costruita a partire dal 1220, sul luogo di due edifici precedenti, e terminata intorno al 1520. Famosa per le sue preziose vetrate, veri e propri muri di luce che le hanno valso l'appellativo di Lanterne du Bon Dieu. Vennero realizzate dal XIV secolo al XVI secolo da grandi maestri lorenesi; tuttavia sono presenti anche lavori moderni su disegno di Marc Chagall.
- Mura cittadine: le prime mura furono di fondazione romana. Nel XIII vennero sostituite da una cinta più importante, lunga ben 7 chilometri, con 38 torri e aperta da 18 porte. Durante l'annessione tedesca, e in particolare fra il 1901 e il 1906, una gran parte delle mura, divenute inutili, vennero demolite per creare i nuovi viali intorno al centro della città. Ne resta una parte di circa 1,5 chilometri compresa fra le Porte des Allemands e il Pont des Grilles.
- Porta Serpenoise: è una porta urbica, costruita nel XIII secolo per essere uno degli accessi alla città. Distrutta nel XVI secolo, venne ricostruita dai francesi nel 1852, mantenendo la sua funzione di porta urbica. Durante la dominazione tedesca, con la distruzione delle fortificazioni della città, i tedeschi la modificarono e ne cambiarono la destinazione d'uso, trasformandola in un arco di trionfo con funzione decorativa.[21]

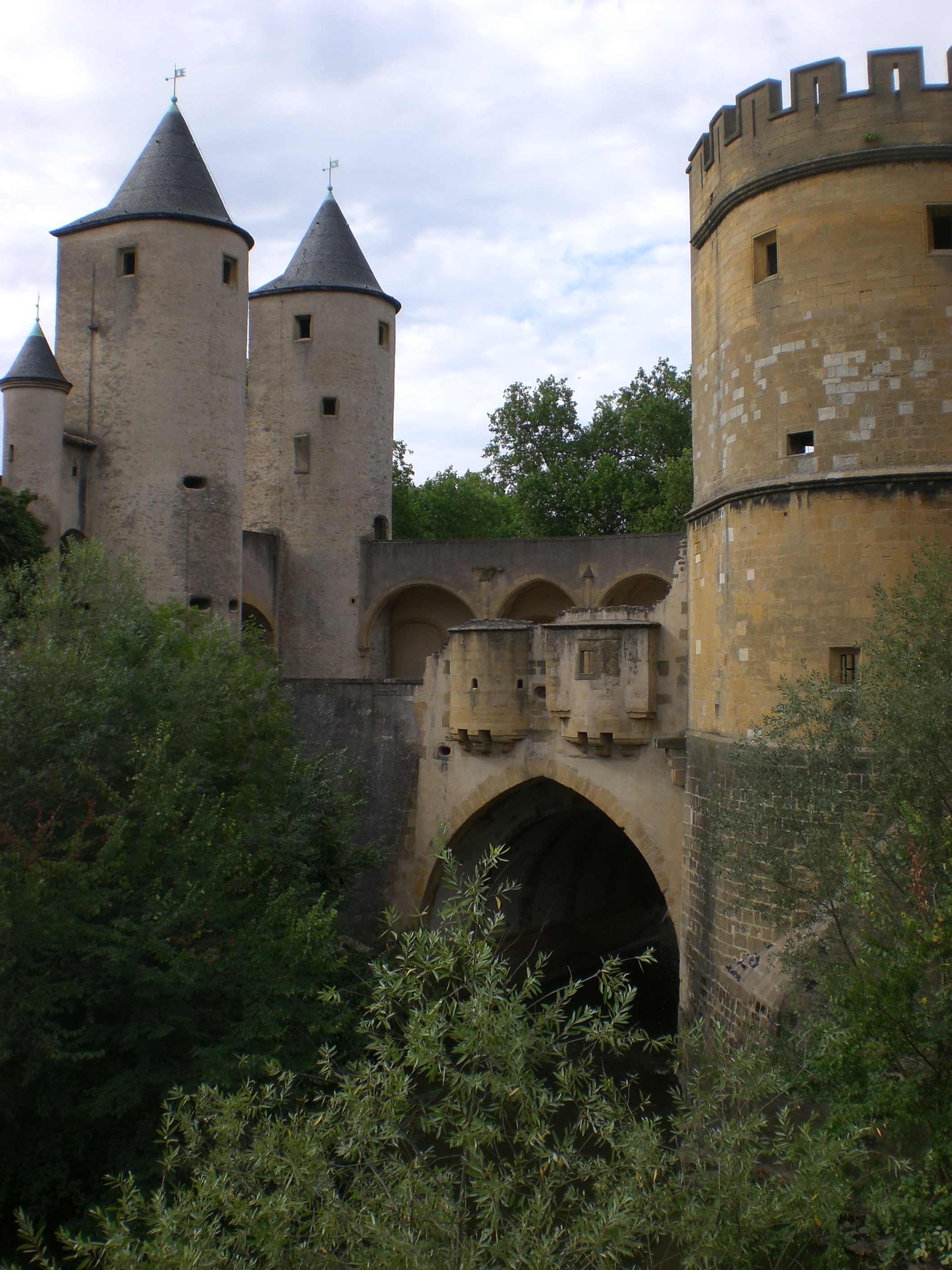
Porte des Allemands, 1230 e 1445

- Porte des Allemands: la Porta dei Tedeschi, aperta sulle mura medievali, costituisce la più importante vestigia della vecchia cinta muraria cittadina, e uno straordinario esempio di fortificazione medievale. Deve il suo nome ai Cavalieri teutonici o anche detti "frères hospitaliers de Notre-Dame-des-Allemands", che vi avevano fondato un ospedale in prossimità, poi distrutto da Carlo V durante l'assedio del 1552. Si compone di una doppia porta fortificata e da un ponte che scavalca il fiume Seille. Venne costruita a partire dal 1230 iniziando dalla porta verso la città, arcone ogivale serrato fra due torri semicircolari. Nel 1445 fu deciso di rafforzare la difesa del ponte con l'aggiunta di un'altra porta, verso la campagna, chiusa fra due possenti torrioni. Come attesta un'iscrizione gotica mutila posta sul torrione destro « Henry de Busdorf et de Ranconval fut de cet ouvraige maistre principal en 1445 », i lavori vennero eseguiti dall'architetto militare Henry de Busdorff.
- Place de la République: place de la République è la piazza più grande di Metz.[22] Costruita nel 1802, costituisce l'accesso principale al centro città, è la sede di importanti manifestazioni culturali cittadine ed è circondata da edifici e aree di interesse storico-artistico, quali il giardino dell'Esplanade, la caserma Ney, l'arsenale di Metz e la chiesa di Saint-Pierre-aux-Nonnais.[23][24]
- Place d'Armes: la Piazza d'Armi costituisce il centro della città. Qui si trovano gli edifici principali, dalla Cattedrale, al Municipio al Corpo di guardia. Venne aperta sventrando parte della città vecchia e abbattendo il chiostro della cattedrale e l'annesso palazzo dei canonici, per volere del maresciallo de Belle-Isle, governatore dei Trois-Évêchés di Metz, Toul e Verdun, che decise di costruire anche in città una Place Royale degna del tempo e che competesse con la Place Stanislas della vicina Nancy. I lavori furono affidati all'architetto Jacques-François Blondel che li eseguì fra il 1754 e il 1757, in un severo stile classico fortemente influenzato dallo spirito di Mansart.
- Place Saint-Louis: la Piazza di San Luigi, è la più caratteristica della città, incentrata sul lungo lato occidentale formato da una sequenza di uniformi palazzetti eretti fra il XIV e il XVI secolo su portici dalle arcate irregolari. Fu dal XIII secolo luogo di fiere e mercati, dove i banchieri trovavano posto per le loro botteghe sotto i portici.
- Maison des Têtes: la Casa delle Teste, deve il nome ai cinque busti di personaggi posti nella Pentafora rinascimentale della facciata. Venne costruita a partire dal 1529 per il ricco orefice Jean Aubry.
- Chiesa di San Pietro-aux-Nonnains: la chiesa, dedicata a San Pietro, risale alla fine del IV secolo. In Epoca romana l'edificio era utilizzato come palestra e integrato a un insieme termale. Nel VII secolo venne inglobato in un monastero di Benedettini e trasformato in cappella. Intorno all'anno 1000 venne costruita la navata ottoniana.

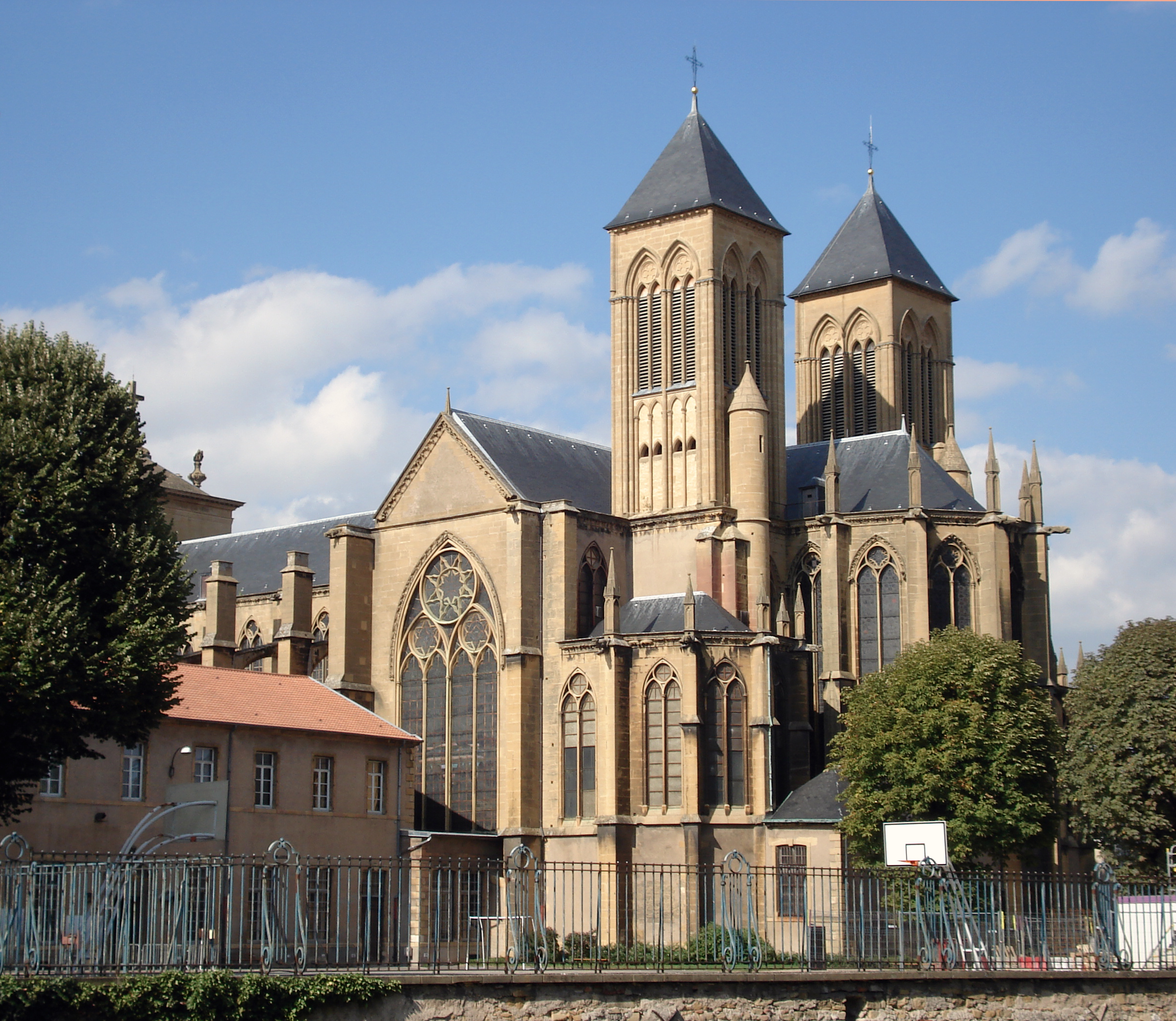
l'Abbazia di San Vincenzo del 1248-1376

- Abbaye Saint-Vincent: l'Abbazia dedicata a Vincenzo di Saragozza venne eretta in stile gotico tra il 1248 e il 1376 sul luogo di una precedente chiesa ottoniana. È una grande costruzione a tre navate, con transetto e coro affiancato da due torri. Il coro è ispirato fortemente a quello della Cattedrale di Toul. Nel XVIII secolo venne aggiunta la facciata a imitazione di quella parigina della Chiesa dei Santi Gervasio e Protasio. Sconsacrata dal 1980, oggi fa parte del Liceo Fabert.
- Église Saint-Eucaire: la Chiesa di Sant'Eucario, primo vescovo di Treviri, edificio romanico-gotico con torre nolare sulla crociera, eretto nei secoli XIII-XVI.
- Église Saint-Maximin: la Chiesa di San Massimino, romanica venne eretta fra il XII e il XVI secolo. Sulla facciata un portale barocco venne aggiunto nel 1753 al posto del primo portale ogivale. All'interno sono alcune vetrate realizzate su cartoni del 1962 di Jean Cocteau.
- Église Sainte-Ségolène: la chiesa di Santa Segolena, venne eretta, su due edifici precedenti, nel 1250. Fra il 1447 e il 1500 furono intrapresi grandi lavori che ingrandirono notevolmente la navata e aggiunsero un portico gotico fiammeggiante sulla facciata. Altri lavori, effettuati alla fine del XIX secolo, videro la ricostruzione della facciata a torri con la conseguente perdita del portico.
- Église Saint-Martin: la Chiesa, dedicata a San Martino di Tours venne eretta in stile gotico nei secoli XIII-XVI, su fondamenta gallo-romane. Nell'interno, a tre navate e preceduto da nartece, si conservano vetrate e affreschi del XVI secolo.
- Place de la Comédie: costituisce uno scenografico complesso settecentesco creato a partire dal 1732 in un'isola della Mosella. Sul lato meridionale si aprono l'edificio del Teatro dell'Opera, che costruito fra il 1738 e il 1752, è uno dei primi teatri di Francia e il più antico ancora in funzione, e il Tempio Nuovo, una chiesa protestante costruita all'inizio del XX secolo durante l'occupazione tedesca. Il lato nord è aperto sul braccio della Mosella e apre una vista sul fianco settentrionale della Cattedrale.
- Palais de Justice: il Palazzo di Giustizia della Lorena è un grande edificio neoclassico. Venne eretto come residenza del governatore militare dei Tre Vescovati (Metz, Toul e Verdun), il maresciallo Charles Louis Auguste Fouquet de Belle-Isle, dall'architetto Charles-Louis Clérisseau fra il 1776 e il 1789.
- Hôtel des Postes: il palazzo delle poste di Metz è stato costruito nel 1907, durante la dominazione tedesca, di fronte alla stazione ferroviaria di Metz, con cui condivide lo stile neoromanico ed il compito di rappresentare un simbolo del nuovo Quartiere Imperiale costruito dai tedeschi.[25]
- Esplanade: è un grande parco-passeggiata creato nel 1816 come prolungamento del giardino Boufflers del 1768. Si affaccia, come una grande terrazza, sulla Mosella.
- Cimitero dell'Est: il cimitero dell'Est, creato nel 1829, è il più antico della città. Si caratterizza per la presenza di tombe monumentali e cappelle in stile neoegizio, neogreco, romano, neoromanico e neogotico, che per la loro differenza stilistica hanno reso il cimitero un bene di interesse storico-artistico.[26]
- Cimitero ebraico
- Centro Pompidou-Metz: museo francese dedicato all'arte moderna e contemporaneo e alla creazione contemporanea, il centro Pompidou-Metz trasferisce in Lorena il modello e i valori del centro Pompidou di Parigi. Istituzione scientificamente e culturalmente autonoma, questo museo collabora con il museo nazionale d'arte moderna di Parigi (Musée national d'art moderne) che, con circa 65 000 opere possiede una delle due maggiori collezioni d'arte moderna e contemporaneo del mondo e la prima in Europa.

Il fotografo francese Yann Arthus-Bertrand catturò Metz dal cielo, dando una vista aerea e privilegiata della città e dei suoi dintorni.

## Società

### Evoluzione demografica
Abitanti censiti

## Cultura

### Archivi e biblioteche

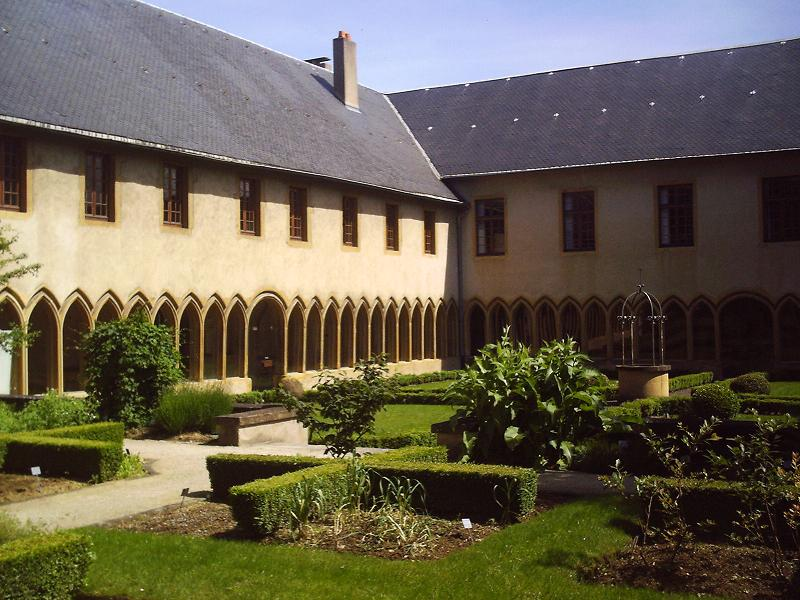
Il chiostro dei Recolletti (cloître des Récollets) sede dell'Archivio storico municipale di Metz.

L'Archivio municipale di Metz è stato istituito nel XII secolo, contemporaneamente alla nascita dell'istituto comunale. L'Archivio, a cui è annessa anche una biblioteca specializzata nella storia di Metz, ha sede presso il cloître des Récollets (Chiostro dei Recolletti) e conserva documenti inerenti alla vita politica, economica e culturale della città che vanno dall'epoca medievale fino ai giorni nostri.
La Biblioteca municipale di Metz è invece nata nel 1803. Originariamente la sua sede era presso la chiesa des Petit-Carmes, ed al suo interno conservava più di 60 000 volumi. Oggi la biblioteca municipale, insieme alle altre biblioteche e mediateche della città, forma un unico polo noto come Biblioteche-mediateche di Metz.
La città possiede anche tre biblioteche universitarie, le quali costituiscono il Servizio Comune di Documentazione dell’Università di Metz, oggi parte dell'Università della Lorena.

### Istruzione

#### Scuole
A Metz sono presenti in totale 74 scuole, 14 collegi e 18 licei.

#### Università
- Università della Lorena, con sede a Metz e Nancy, nata nel 2012 dalla fusione tra l'Università di Metz (precedente polo universitario cittadino, nato nel 1970), l'Università di Nancy I, l'Università di Nancy II e l'Istituto Nazionale Politecnico della Lorena.
- Arts et Métiers ParisTech o Scuola Nazionale Superiore di Arti e Mestieri ParisTech, scuola di ingegneria la cui sede principale è a Parigi e che dal 1997 presenta una sede distaccata a Metz.
- CentraleSupélec, in passato nota come École supérieure d'électricité, nata nel 2015 dalla fusione tra quest'ultima e l'École Centrale Paris, è una scuola superiore per ingegneri.
- Conservatoire national des arts et métiers, è una scuola superiore con sede principale a Parigi, destinata all'insegnamento scientifico.
- Georgia Tech Lorraine, dipendente dal Georgia Institute of Technology, fornisce corsi di ingegneria elettrica, civile e chimica, trasmessi esclusivamente in lingua inglese.
- Scuola Superiore d'Arte della Lorena.
- Scuola Nazionale per ingegneri di Metz.

### Musei
- Museo de la Cour d'Or: aperto nel 1839, è il principale museo d'arte ed archeologico della città.[32]
- Centro Pompidou Metz: aperto nel 2010, il Centro Pompidou di Metz è un centro espositivo dedicato all'arte moderna e all'arte contemporanea. Il museo è nato come decentralizzazione del Centro Georges Pompidou di Parigi, con cui lavora in stretta sinergia.[33]
- FRAC Lorraine: esistente dal 1983, il FRAC Lorraine (Fondo Regionale d'Arte Contemporanea della Lorena) colleziona ed espone opere d'arte contemporanea. Dal 2004 ha sede a Metz presso l'Hôtel Saint-Livier.[34]

### Media
- Le Républicain Lorrain: fondato nel 1919, è il principale quotidiano pubblicato a Metz e nell'intera regione della Lorena.[35]

### Musica
- Cité musicale-Metz: istituzione musicale che riunisce le tre sale da concerto della città - Arsenal, Bam e Trinitaires - e l'Orchestra nazionale di Metz.[36]

## Geografia antropica

### Urbanistica
Secondo la ripartizione in zone pubblicata in Francia nel novembre del 2020 in applicazione della nuova definizione di ruralità approvata dal comitato interministeriale delle ruralità, Metz è un comune urbano. La città infatti fa parte dei comuni ad alta densità o densità intermedia, ai sensi della tabella comunale di densità stilata dall'Insee. Inoltre, appartiene all'unità urbana di Metz, un agglomerato intra-dipartimentale che comprende 42 comuni e 285 918 abitanti (statistiche 2017), agglomerato di cui Metz è il centro principale.
In aggiunta, Metz fa parte dell'area di attrazione di Metz, di cui è comune di riferimento. Quest'area, che raggruppa 245 comuni, è classificata tra le aree che vanno da 200 000 a meno di 700 000 abitanti.

### Consumo di suolo

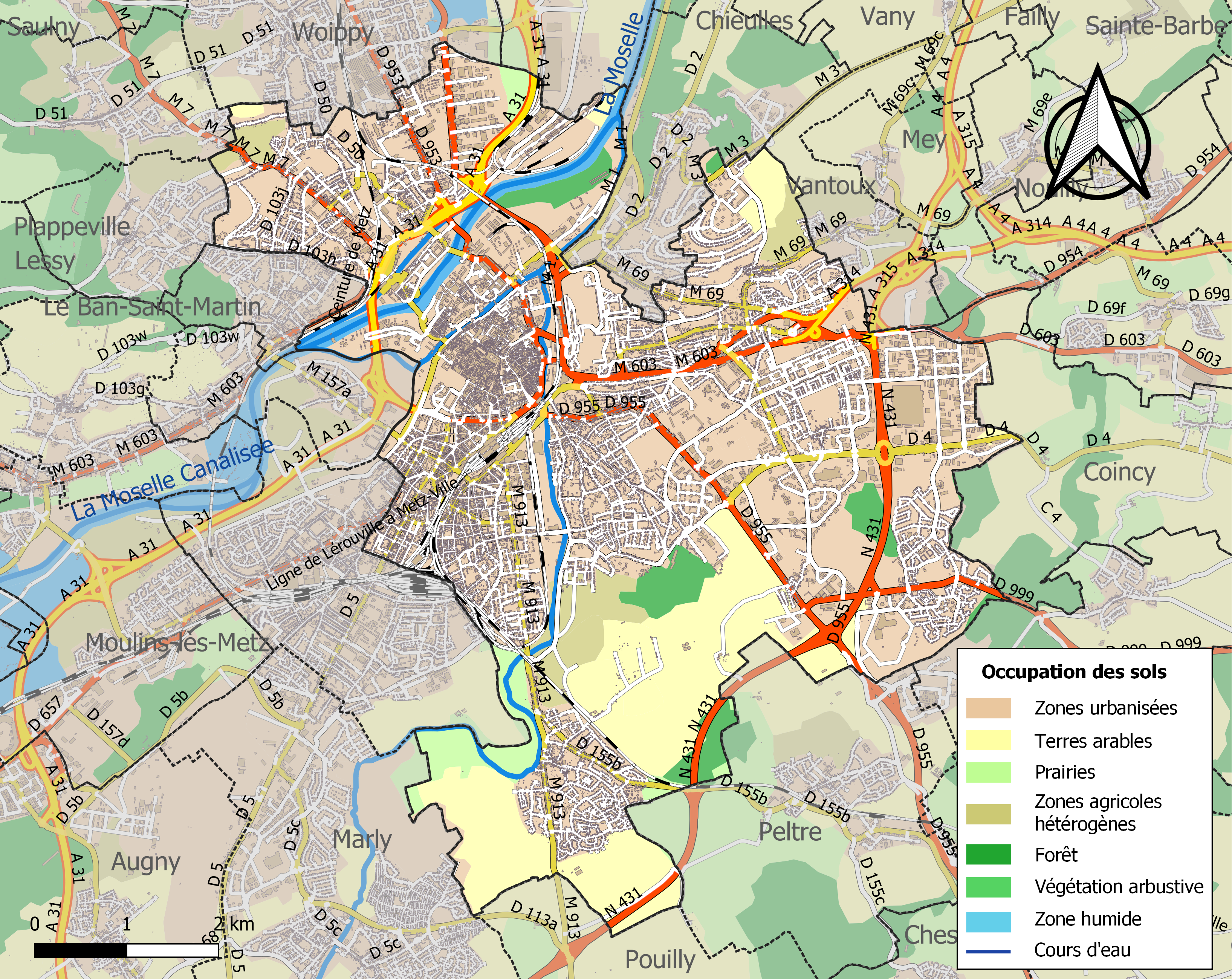
Carta sul consumo del suolo e sulle infrastrutture urbane del comune di Metz nel 2018 (Corine Land Cover)

Il consumo di suolo del comune, come emerge dalla base di dati europea sul consumo biofisico del suolo Corine Land Cover (CLC), si caratterizza per la prevalenza di terreni artificiali (74,2% nel 2018), in aumento rispetto al 1990 (66,6%). La ripartizione dettagliata nel 2018 è la seguente: zone urbanizzate (48,4%), zone industriali o commerciali e reti di comunicazione (18,7%), aree coltivabili (13,6%), spazi verdi artificiali, non agricoli (7,1%), aree agricole eterogenee (3,5%), foreste (3,3%), praterie (2,5%), acque continentali (1,7%), colture permanenti (1,3%).
L'IGN ha inoltre messo a disposizione strumenti online che permettono di confrontare l'evoluzione del consumo di suolo del comune nel corso del tempo. Attraverso carte geografiche e foto aeree come la Carta di Cassini (XVIII secolo), la carta dello stato-maggiore (1820-1866) e altre foto o carte che coprono il periodo dal 1950 a oggi, è possibile visualizzare tali cambiamenti.

### Cantoni
Fino al 2014 il territorio comunale della città di Metz era suddiviso in 4 cantoni, ciascuno comprendente una parte della città. Nessun altro comune era incluso nei 4 cantoni urbani.
A seguito della riforma approvata con decreto del 18 febbraio 2014, che ha avuto attuazione dopo le elezioni dipartimentali del 2015, il territorio comunale della città di Metz è stato suddiviso in 3 cantoni ciascuno comprendente una parte della città. Nessun altro comune è incluso nei 3 cantoni urbani.

### Quartieri

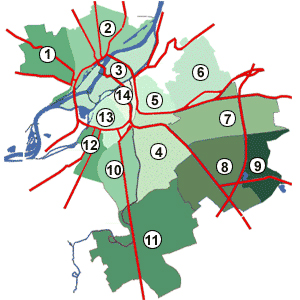
Mappa dei quartieri di Metz.

La città di Metz è suddivisa in 14 quartieri:
1. Devant-les-Ponts
2. Patrotte Metz-Nord
3. Les îles
4. Plantières-Queuleu
5. Bellecroix
6. Vallières-lès-Metz
7. Borny
8. Grigy-Technopôle
9. Grange-aux-Bois
10. Sablon
11. Magny
12. Nouvelle Ville
13. Metz-Centre
14. Ancienne Ville

## Economia
- Metallurgia
- Petrolchimica
- Tabacco
- Automobile
- Logistica

Metz è anche il luogo storico della cultura della Mirabella in Lorena.
Metz è una delle quattro città del QuattroPolo di cooperazione urbana con Lussemburgo, Treviri e Saarbrücken. Sito dell'organizzazione

## Infrastrutture e trasporti

### Strade
In virtù della sua posizione, vicina al confine con Lussemburgo e Germania, la città di Metz è servita da varie autostrade inserite nell'itinerario delle strade europee. Queste autostrade costituiscono la cosiddetta Circonvallazione di Metz e sono: l'autostrada A31, l'autostrada A4, e l'Autostrada A315.
L'autostrada A31 collega il confine franco-lussemburghese ed è parte integrante delle strade europee E25, E21, E23 ed E17.
L'autostrada A4 collega Parigi alla città di Strasburgo, attraversando la stessa Metz, di cui ingloba l'antica autostrada A32. L'A4 fa parte anch'essa della Strada europea E25, ed è inoltre parte della Strada europea E50.
L'autostrada 315 invece non fa parte del circuito di strade europee, ma collega la città di Metz all'Aeroporto di Metz-Nancy-Lorena.

### Ferrovie

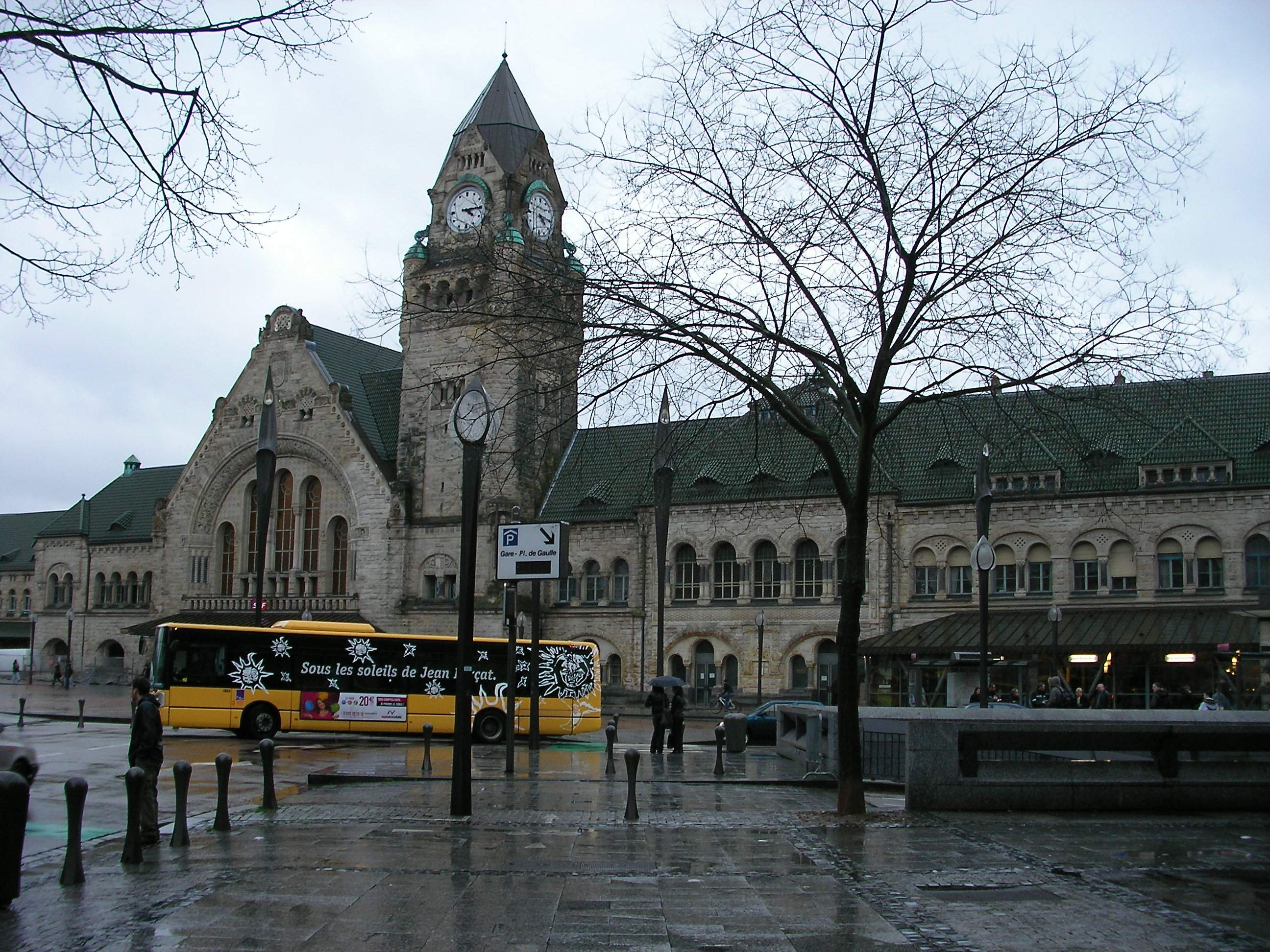
Stazione di Metz-Ville.

La prima stazione ferroviaria di Metz fu costruita dai francesi nel 1849. Collegata unicamente a Nancy, negli anni seguenti la stazione fu ampliata e divenne una diramazione della linea Parigi-Verdun. Questa prima stazione venne distrutta da un incendio nel 1872: al suo posto le autorità tedesche (Metz era divenuta parte dell'Impero tedesco all'indomani della guerra franco-prussiana) costruirono nel 1878 una nuova stazione, oggi conosciuta con il nome di antica stazione di Metz. Tale stazione rimase in servizio fino al 1908, quando fu dismessa e sostituita con una stazione più moderna ed efficiente, la stazione di Metz-Ville.
Proprio nella Stazione di Metz-Ville si concentra la maggior parte del traffico ferroviario di Metz. La stazione è servita sia dai TGV che dai treni espressi regionali, e fa parte della cosiddetta LGV Est européenne. I treni espressi regionali collegano direttamente Metz agli altri comuni della Mosella, ma anche alle città di Nancy, Strasburgo, Verdun e Bar-le-Duc. Inoltre, i treni espressi regionali garantiscono collegamenti quotidiani anche per il vicino Lussemburgo, e sono presenti collegamenti anche per la città tedesca di Saarbrücken. I TGV invece garantiscono collegamenti diretti con la Stazione di Parigi Est, oltre che con città francesi più distanti quali Lione, Montpellier e Marsiglia.

### Aeroporti

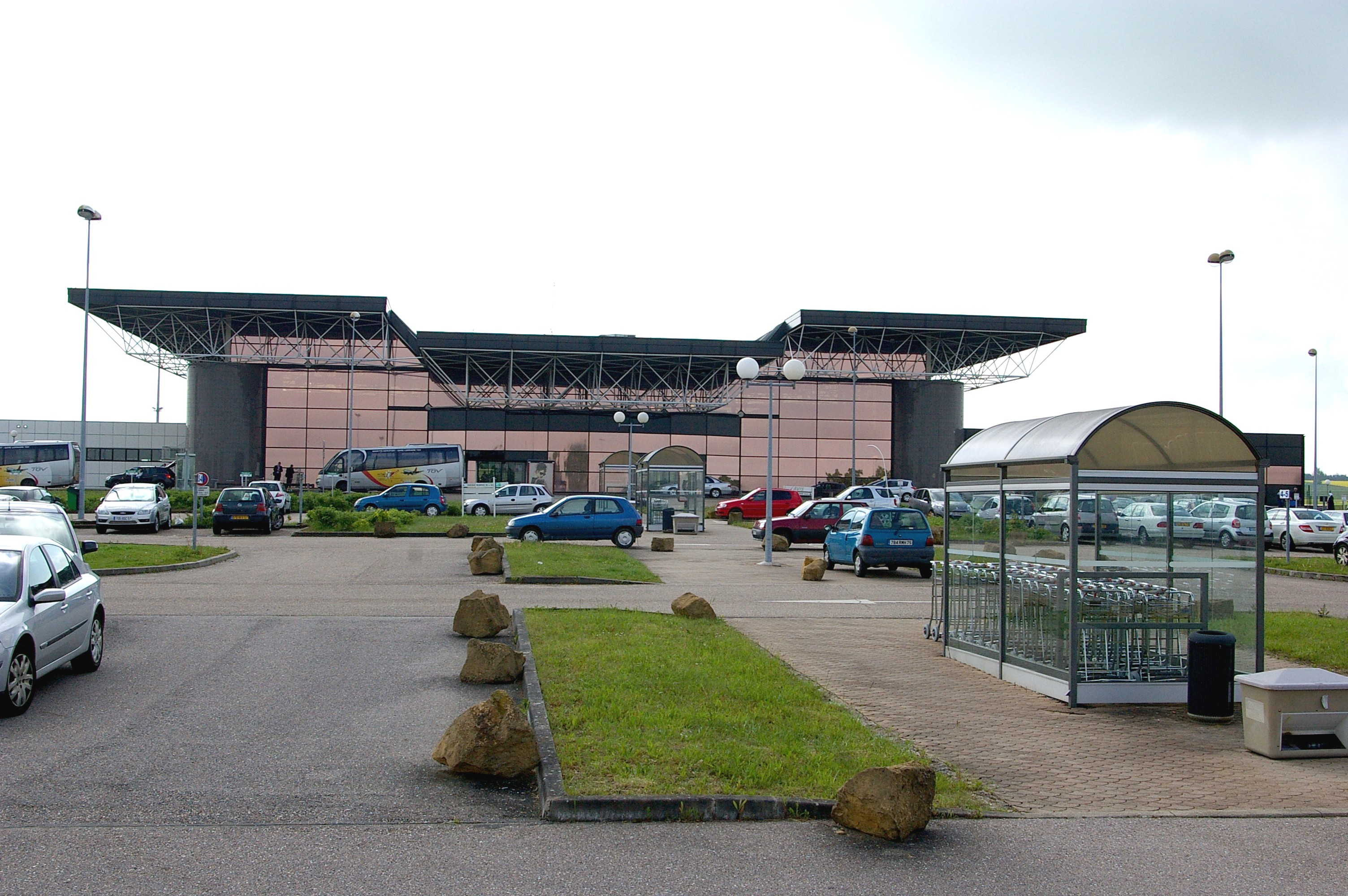
Aeroporto di Metz-Nancy-Lorena.

L'aeroporto più vicino alla città di Metz è l'Aeroporto di Metz-Nancy-Lorena. Costruito nel 1991 e sito nella città di Goin, dista 20 km dal centro di Metz, a cui è collegato tramite l'autostrada 315.
In prossimità di Metz, tra i comuni di Augny e Marly, è inoltre presente la Base aerea 128 Metz-Frescaty, un aeroporto militare che dagli anni '80 e fino alla costruzione dell'aeroporto di Metz-Nancy fu usato anche in ambito civile. Dal 2012 la base è in disuso.
Vista la posizione geografica, la città di Metz può usufruire anche di due aeroporti internazionali abbastanza vicini: l'Aeroporto del Lussemburgo e l'Aeroporto di Saarbrücken in Germania, distanti entrambi 70 km circa da Metz, e raggiungibili rispettivamente attraverso l'A31 e l'A320.

## Amministrazione

### Sindaci di Metz
| Periodo          | Periodo          | Primo cittadino     | Partito                            | Carica  | Note |
| ---------------- | ---------------- | ------------------- | ---------------------------------- | ------- | ---- |
| 22 novembre 1944 | 21 ottobre 1947  | Gabriel Hocquard    | Indipendente                       | Sindaco |      |
| 21 ottobre 1947  | 31 dicembre 1970 | Raymond Mondon      | Raggruppamento del Popolo Francese | Sindaco |      |
| 20 marzo 1971    | 21 marzo 2008    | Jean-Marie Rausch   | Divers droite                      | Sindaco |      |
| 21 marzo 2008    | 3 luglio 2020    | Dominique Gros      | Partito Socialista                 | Sindaco |      |
| 3 luglio 2020    | in carica        | François Grosdidier | I Repubblicani                     | Sindaco |      |

### Consolati
La città di Metz ospita al suo interno i consolati di quattro paesi stranieri: sono infatti presenti il Consolato italiano, il Consolato belga, il Consolato del Niger ed il Consolato d'Algeria.

### Gemellaggi
- Lussemburgo, dal 1953
- Treviri, dal 1957
- Gloucester, dal 1960
- Tangeri
- Tyler, dal 1983
- Saint-Denis, dal 1986
- Karmiel, dal 1987
- Yichang, dal 1991
- Hradec Králové, dal 2001
- Kansas City, dal 2003

## Sport
Gli sport maggiormente seguiti a Metz sono il calcio e la pallamano. Metz è stata una delle città scelte per ospitare alcune gare del Campionato mondiale femminile di pallamano 2007 e del Campionato mondiale maschile di pallamano 2017.
Per quanto riguarda gli altri sport, la città di Metz ospita dal 2003 il Moselle Open, un importante torneo di tennis ATP, ed organizza dal 2010 la Maratona Metz-Mirabelle, che si tiene ogni anno ad ottobre. Inoltre, nel 2012 a Metz si è conclusa la 6ª tappa del Tour de France.

### Principali società sportive
- Calcio: FC Metz. Il Metz è uno tra i club francesi con più presenze in massima serie.[68]
- Pallamano: Metz Handball. La sezione femminile è la squadra più titolata di sempre nel campionato francese di pallamano.[69]

### Impianti sportivi
La città di Metz dispone di vari impianti sportivi che nel corso degli anni le hanno permesso di ospitare varie manifestazioni sportive. Essi sono:
- Stadio Saint Symphorien, di 25 636 posti, utilizzato prevalentemente per manifestazioni calcistiche e raramente per concerti.[70] Ospita le partite casalinghe del Football Club de Metz.[71]
- Palais omnisports Les Arènes, un impianto sportivo polivalente in grado di accogliere sport quali pallamano, tennis, pallacanestro e boxe, oltre che concerti ed attività culturali. Ospita le partite casalinghe del Metz Handball.[72]
- Complesso sportivo Saint Symphorien, situato a poca distanza dall'omonimo stadio di calcio, utilizzato per manifestazioni sportive connesse al tennistavolo, ginnastica artistica, tiro con l'arco, pallavolo, pallacanestro, boxe, badminton, tennis e pallamano.[73]
- Ice Arena, situata accanto al Complesso sportivo Saint Symphorien, è la pista di pattinaggio della città. Ospita le partite del Metz Hockey Club.[74]

## Galleria d'immagini

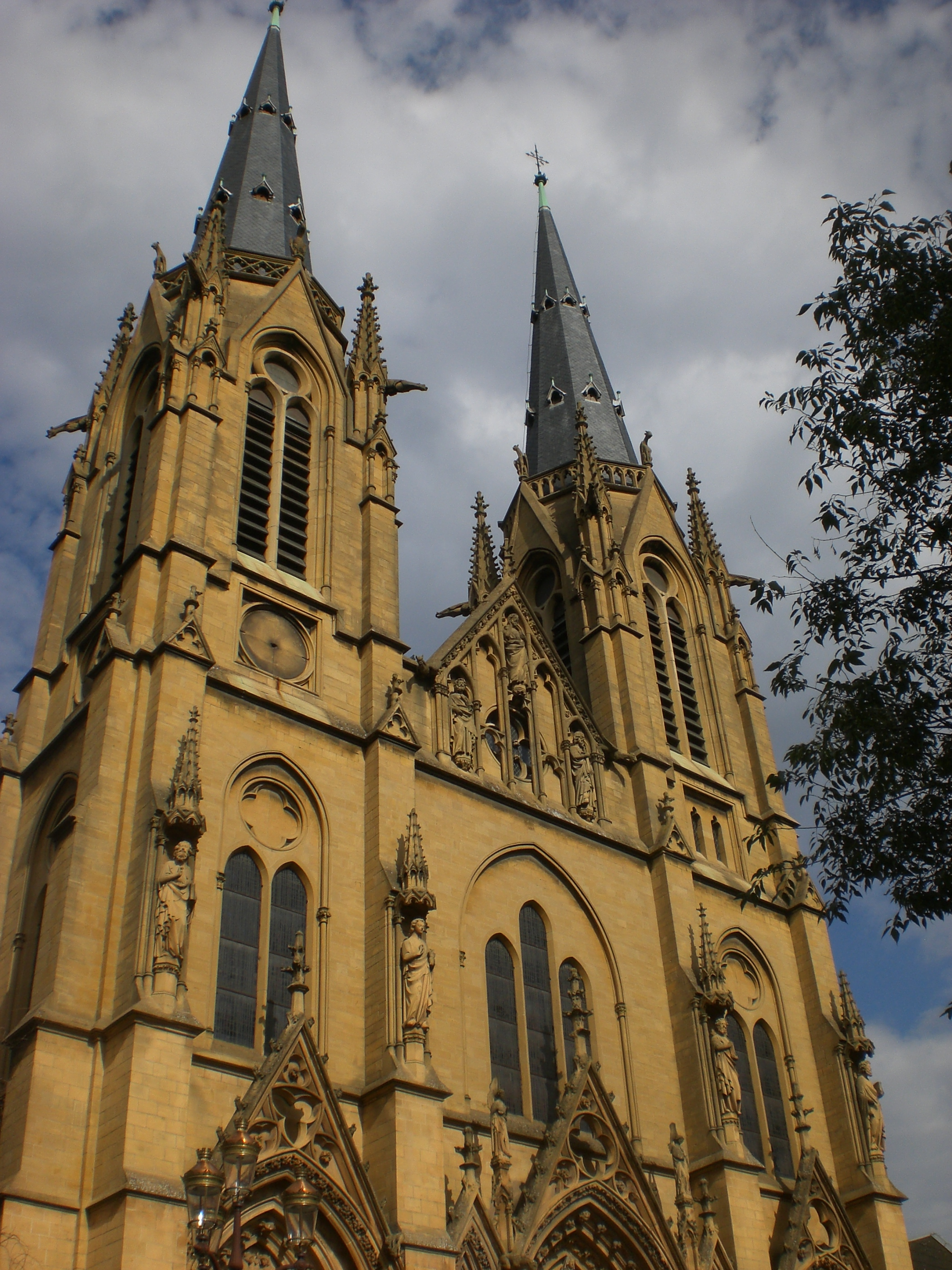
Chiesa di Santa Sigolena, XIII, XVI e XIX secolo
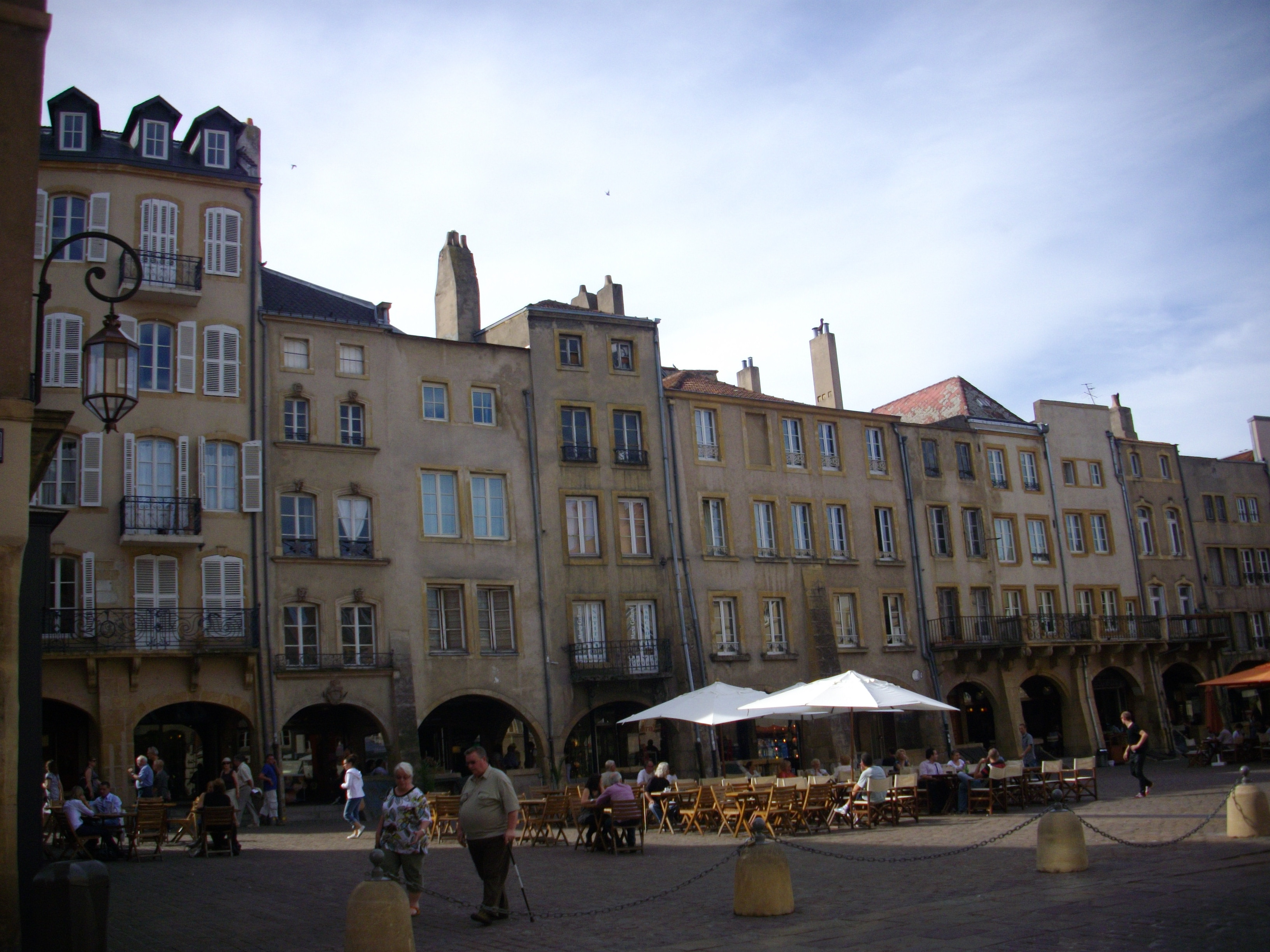
Piazza di San Luigi
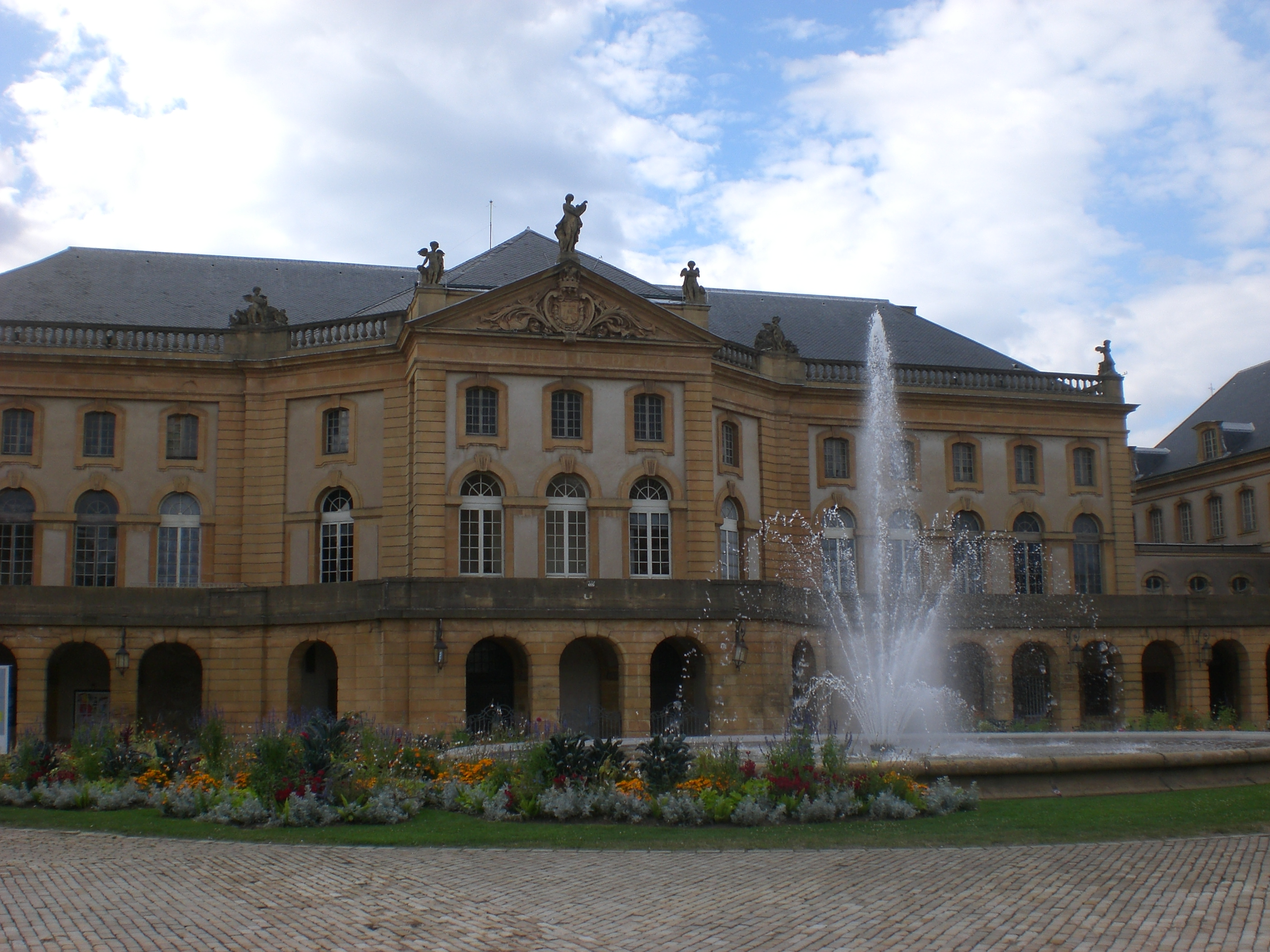
Teatro dell'Opera del 1738-52
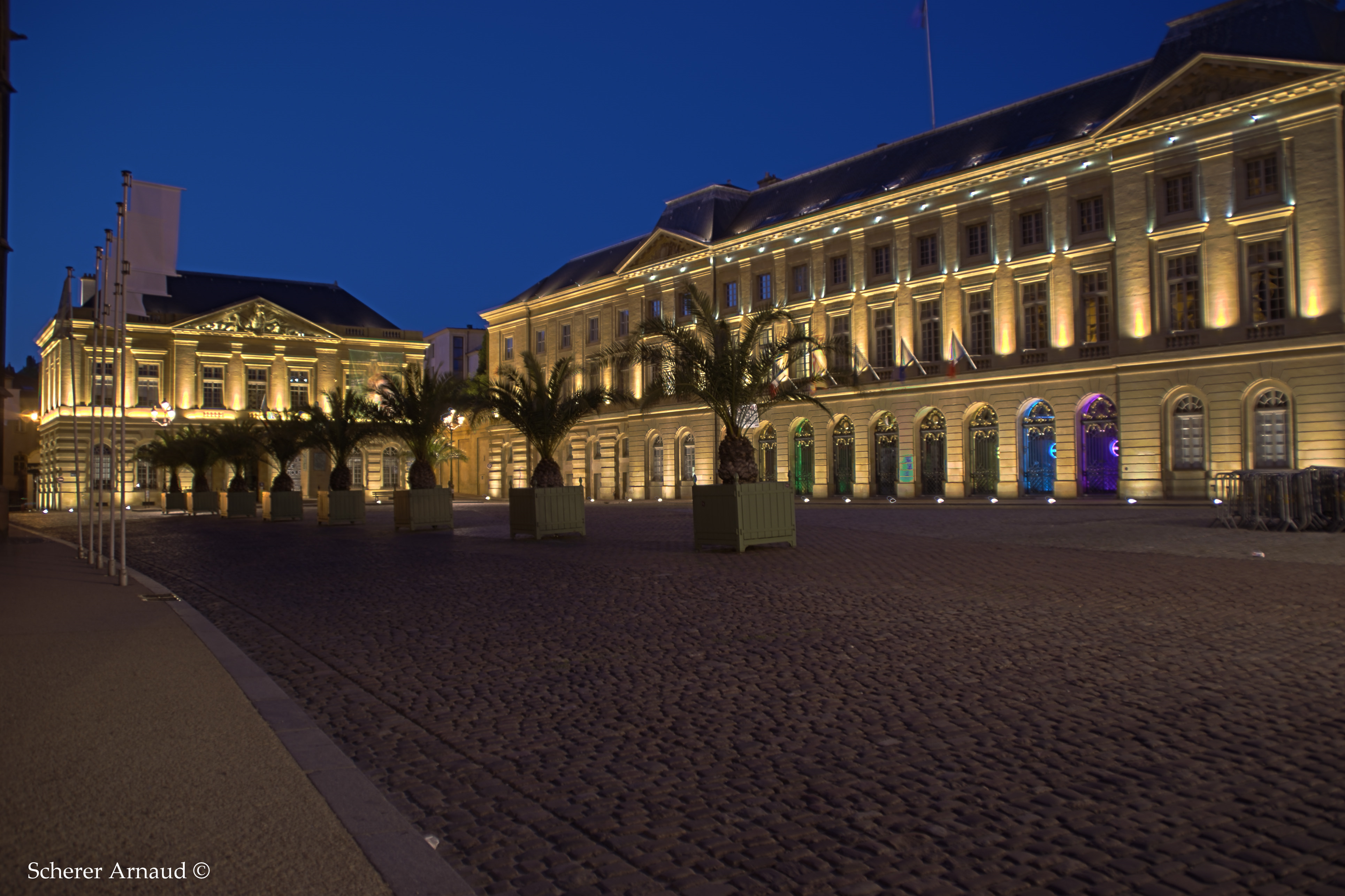
Piazza d'Armi
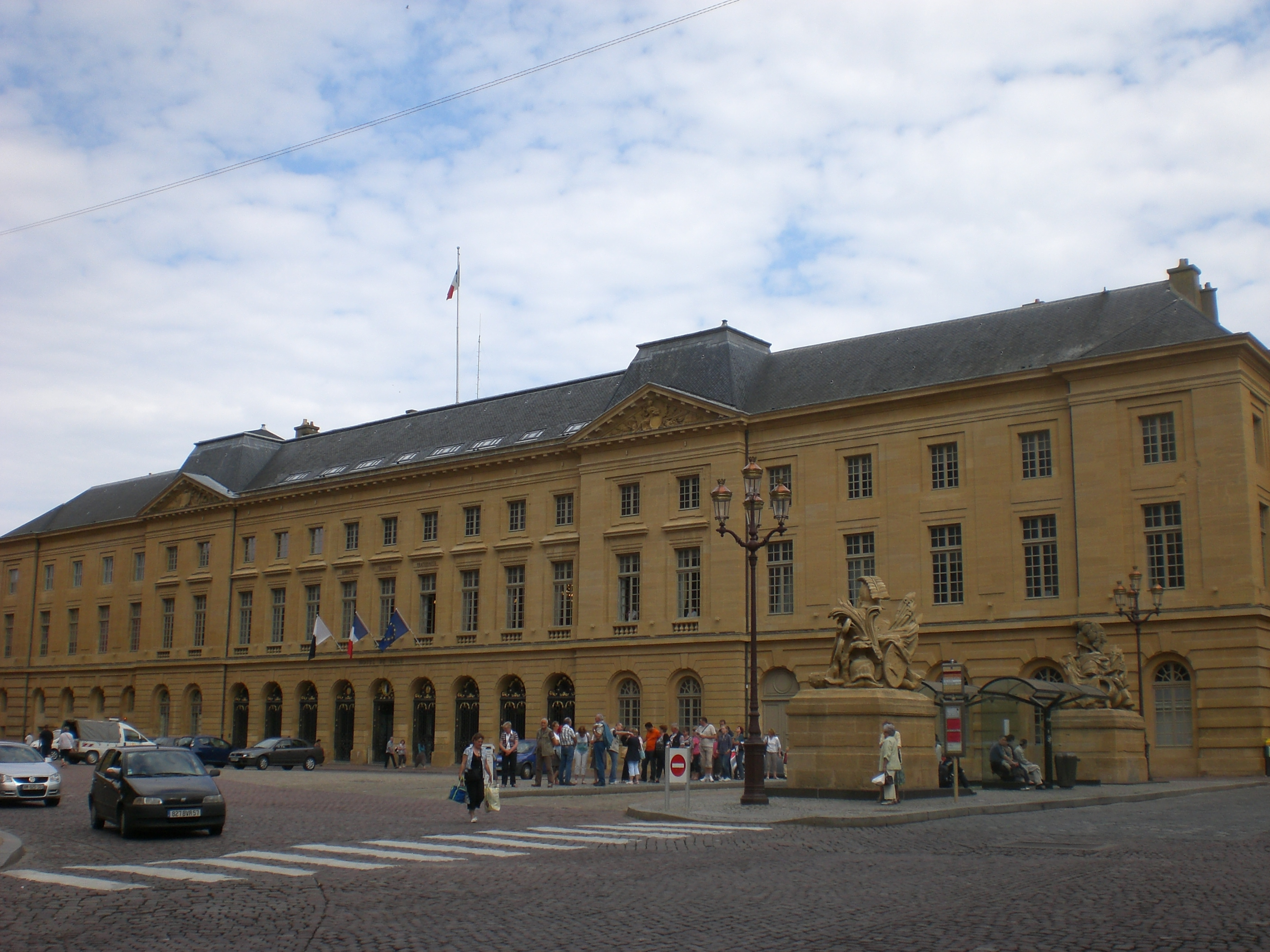
Municipio del 1776-81

### Esplicative
1. ↑  La nozione di area di attrazione delle città ha sostituito nell'ottobre 2020 l'antica nozione di area urbana, per permettere dei confronti coerenti con gli altri paesi dell'Unione europea.
2. ↑  Con "acque continentali" si intendono tutte le acque superficiali, generalmente quelle dolci dovute all'acqua piovana, che si trovano nell'entroterra.

### Bibliografiche
1. 1 2   Démographie : pourquoi Metz perd-elle des habitants (et pas Nancy) ?, su republicain-lorrain.fr. URL consultato il 22 novembre 2017.
2. ↑   Metz — Lussemburgo, su it.toponavi.com. URL consultato il 22 novembre 2017.
3. ↑   Région de la Lorraine (41), su communes.com. URL consultato il 22 novembre 2017.
4. ↑  DIVODURUM MEDIOMATRICORUM later METTIS (Metz) Moselle, France.
5. 1 2  Tacito, Historiae, 1.63.
6. 1 2   Storia di Metz, su tourisme-metz.com. URL consultato il 13 marzo 2018.
7. 1 2   La storia di Metz, su informagiovani-italia.com. URL consultato il 13 marzo 2018.
8. ↑   Le Mont Saint Quentin, su mairie-lessy.fr. URL consultato il 6 agosto 2021.
9. ↑   Le Mont Saint Quentin - Introduction géographique, su tout-metz.com. URL consultato il 6 agosto 2021.
10. ↑   Histoire de la ville, su metz.fr. URL consultato il 6 agosto 2021.
11. ↑   La canalisation de la Moselle, su lemonde.fr. URL consultato il 6 agosto 2021.
12. ↑   Quartier des iles / Pontiffroy de Metz, su tout-metz.com. URL consultato il 6 agosto 2021.
13. ↑  https://donneespubliques.meteofrance.fr/FichesClim/FICHECLIM_57039001.pdf
14. ↑  https://www.meteociel.fr/obs/clim/normales_records.php?code=57039001
15. 1 2   Quelques origines de noms de lieux en Lorraine, su crehangec.free.fr. URL consultato il 28 aprile 2018.
16. ↑   Pierre-Yves Lambert, La langue gauloise, éditions Errance.
17. ↑  Ammiano Marcellino, Rerum Gestarum, 15,11.9.
18. ↑  Ammiano Marcellino cita Lutezia come "Parisia civita".
19. 1 2 3 4  Ernest de Bouteiller, Dictionnaire topographique de l’ancien département de la Moselle : comprenant les noms de lieu anciens et modernes, rédigé en 1868, pag. 167.
20. ↑   Henry Hiegel, Dictionnaire étymologique des noms de lieux du département de la Moselle.
21. ↑   Porte Serpenoise, Rue du Général Gaston Dupuis/Avenue Robert Schuman, Metz (PDF), su memotransfront.uni-saarland.de. URL consultato il 3 marzo 2021.
22. ↑   Place de la République à Metz : 215 ans d’histoire, su republicain-lorrain.fr. URL consultato il 7 marzo 2021.
23. ↑   Metz : la place de la République va se refaire une beauté, su lesechos.fr. URL consultato il 7 marzo 2021.
24. ↑   Esplanade de Metz, su tout-metz.com. URL consultato il 7 marzo 2021.
25. ↑   Hôtel des Postes des Metz, su metz.fr. URL consultato il 20 settembre 2021.
26. ↑   Le Cimetière de l’Est - Ministère de la Culture, su pop.culture.gouv.fr. URL consultato il 16 gennaio 2021.
27. ↑   Metz e la sua terra, pieno film, da Yann Arthus-Bertrand (VIDEO), su youtube.com. URL consultato il 6 giugno 2013.
28. ↑   Archives Municipales, su metz.fr. URL consultato il 25 ottobre 2020.
29. ↑   Bibliothèques de Metz, su tout-metz.com. URL consultato il 25 ottobre 2020.
30. ↑   Bibliothèques - Médiathèques, su metz.fr. URL consultato il 25 ottobre 2020.
31. ↑   BU – Bibliothèques universitaires à Metz, su tout-metz.com. URL consultato il 25 ottobre 2020.
32. ↑   Histoire du Musée, su musee.metzmetropole.fr. URL consultato l'11 febbraio 2019.
33. ↑   Centre Pompidou Metz, su inexhibit.com. URL consultato il 14 gennaio 2019.
34. ↑   FRAC Lorraine, su metz.fr. URL consultato il 24 ottobre 2020.
35. ↑   La saga Républicain Lorrain de Demange au Crédit Mutuel, su republicain-lorrain.fr. URL consultato l'8 febbraio 2021.
36. ↑   L'Orchestre national de Metz, su citemusicale-metz.fr. URL consultato il 24 ottobre 2020.
37. ↑   Typologie urbain / rural, su observatoire-des-territoires.gouv.fr. URL consultato il 7 dicembre 2021 (archiviato dall'url originale il 21 settembre 2022).
38. ↑   Commune urbaine, su insee.fr. URL consultato il 7 dicembre 2021.
39. ↑   Comprendre la grille de densité, su observatoire-des-territoires.gouv.fr. URL consultato il 7 dicembre 2021 (archiviato dall'url originale il 17 aprile 2021).
40. ↑   Unité urbaine 2020 de Metz (57701), su insee.fr. URL consultato il 7 dicembre 2021.
41. ↑   Base des unités urbaines 2020, su insee.fr. URL consultato il 7 dicembre 2021.
42. ↑   Toujours plus d’habitants dans les unités urbaines, su insee.fr. URL consultato il 7 dicembre 2021.
43. ↑   Aire d'attraction des villes 2020 de Metz (033), su insee.fr. URL consultato il 7 dicembre 2021.
44. ↑   En France, neuf personnes sur dix vivent dans l’aire d’attraction d’une ville, su insee.fr. URL consultato il 7 dicembre 2021.
45. ↑   Metz, su geoportail.gouv.fr. URL consultato il 7 dicembre 2021.
46. ↑   CORINE Land Cover, su statistiques.developpement-durable.gouv.fr. URL consultato il 7 dicembre 2021.
47. ↑   Évolution de l'occupation des sols de la commune sur cartes et photos aériennes anciennes., su remonterletemps.ign.fr. URL consultato il 7 dicembre 2021.
48. ↑  (FR) Décret n° 2014-183 du 18 février 2014 portant délimitation des cantons dans le département de la Moselle, su legifrance.gouv.fr, http://www.legifrance.gouv.fr/, 18 febbraio 2014. URL consultato il 18 settembre 2015.
49. 1 2   LES GARES DE METZ, su metz.free.fr. URL consultato l'8 settembre 2021.
50. 1 2   Et maintenant l’ancienne "ancienne gare de Metz", su republicain-lorrain.fr. URL consultato l'8 settembre 2021.
51. ↑   Étonnant : la gare de Metz actuelle, c’est la cinquième !, su republicain-lorrain.fr. URL consultato l'8 settembre 2021.
52. 1 2   LGV Est Européen, su railway-technology.com. URL consultato il 16 febbraio 2019.
53. ↑   TER GRAND EST, su ter.sncf.com. URL consultato il 16 febbraio 2019 (archiviato dall'url originale il 16 febbraio 2019).
54. ↑   L’association des voyageurs du TER Metz-Luxembourg veut fédérer davantage, su republicain-lorrain.fr. URL consultato il 16 febbraio 2019.
55. ↑   TGV Grand Est-Lyon : les Lorrains se rebiffent, su boursorama.com. URL consultato il 16 febbraio 2019 (archiviato dall'url originale il 17 febbraio 2019).
56. ↑   La ligne directe Metz-Nice supprimée, su republicain-lorrain.fr. URL consultato il 16 febbraio 2019.
57. ↑   Lorraine Airport : en 2018, un duty-free et de nouvelles destinations, su actu.fr. URL consultato il 25 aprile 2019.
58. ↑   Cérémonie de dissolution de la base aérienne de Metz, su defense.gouv.fr. URL consultato il 25 aprile 2019.
59. ↑   Consolato Generale d'Italia (Metz), su consmetz.esteri.it. URL consultato il 17 novembre 2018.
60. ↑   Consulat Belgique à Metz, su france.diplomatie.belgium.be. URL consultato il 23 sep. 2020 (archiviato dall'url originale il 5 giugno 2020).
61. ↑   Ambassade et consulats du Niger en France, su ne.ambafrance.org. URL consultato il 17 novembre 2018.
62. ↑   Consulat d'Algérie, su consulat-metz-algerie.fr. URL consultato il 17 novembre 2018.
63. ↑   "Les Messins aiment le sport", su metz.fr. URL consultato il 22 marzo 2018.
64. ↑   Mondiale di pallamano 2017, su chepalle.gazzetta.it. URL consultato il 22 marzo 2018.
65. ↑   Tennis : le Moselle Open reste à Metz !, su republicain-lorrain.fr. URL consultato il 22 marzo 2018.
66. ↑   Marathon Metz-Mirabelle : l’attrait de la nouveauté, su republicain-lorrain.fr. URL consultato il 22 marzo 2018.
67. ↑   Tour, ecco il percorso Decideranno le crono, su repubblica.it. URL consultato il 22 marzo 2018.
68. ↑   Bilan des clubs en Ligue 1, su lfp.fr. URL consultato il 22 marzo 2018.
69. ↑   Metz : et de vingt !, su handnews.fr. URL consultato il 22 marzo 2018.
70. ↑   Un homme, un stade : Saint-Symphorien, su sofoot.com. URL consultato il 17 novembre 2018.
71. ↑   Stade Saint-Symphorien, su fcmetz.com. URL consultato il 17 novembre 2018.
72. ↑   Présentation Les Arènes, su arenes-de-metz.com. URL consultato il 17 novembre 2018 (archiviato dall'url originale il 14 agosto 2018).
73. ↑   Complexe sportif Saint Symphorien, su sportenfrance.fr. URL consultato il 17 novembre 2018.
74. ↑   Patinoire de Metz, su tout-metz.com. URL consultato il 17 novembre 2018.